# Argiope cameloides
Argiope cameloides es una especie de araña tejedora de orbe del género Argiope, de la familia Araneidae, orden Araneae. Fue descrita por Zhu & Song en 1994.
Se distribuye por Asia: China. Mide aproximadamente 6,78 mm de longitud, el caparazón 2,72 mm de largo y 2,28 mm de ancho.